# Threat and Local Observation Notice
Pour les articles homonymes, voir Talon.
TALON (sigle de Threat and Local Observation Notice) est un programme gouvernemental américain destiné à prévenir les menaces potentielles envers les intérêts américains. Créé à la suite des attentats du 11 septembre 2001, le programme s'appuie sur une base de données maintenue par l'US Air Force.

## Description
Le programme a été créé à l'instigation du Secrétaire adjoint à la Défense des États-Unis Paul Wolfowitz dans le but d'amasser des informations susceptibles de prévenir des menaces contre les personnels du gouvernement américain, qu'ils soient civils ou militaires, qui travaillent sur le sol américain ou à l'étranger.
La base de données contient le nom de différents groupes pacifistes et de différentes personnes qui ont manifesté contre la guerre. Les rapports produits par TALON sont demandés par différentes agences américaines impliquées dans la défense nationale américaine, que ce soit sur le plan judiciaire, de l'espionnage, du contre-espionnage ou de la protection du territoire. Ces rapports sont analysés par une branche du Pentagone, le Counterintelligence Field Activity (CIFA). Le CIFA existe depuis 2004, son nombre d'employés et son budget sont secret défense.
Le 21 août 2007, le département de la Défense des États-Unis a annoncé que ce programme serait arrêté, car il ne remplit pas sa mission selon plusieurs critiques. La base de données contient notamment des informations sur des groupes pacifistes et des manifestants qui ne posent pas de menaces envers la sécurité nationale américaine, leur inclusion provenant de leur prise de position politique. Le département planche sur un nouveau système qui permettrait de remplacer TALON, mais en attendant sa création, le programme Guardian du FBI sera mis à contribution.